# Otto Ewel
Otto Ewel, né le 21 février 1871 à Trutenau (de), Sambie, et mort le 5 novembre 1954 à Pillnitz près de Dresde, est un peintre allemand.

## Biographie
Otto Ewel naît le 21 février 1871 à Trutenau, dans un milieu paysan. Il est déjà actif sur le plan artistique dès son plus jeune âge. Cependant, ce n'est que lorsqu'il contracte la tuberculose que sa famille lui donne le feu vert pour l'art, car il n'est plus physiquement capable de travailler dans l'agriculture. Grâce au soutien d'un oncle, Otto Ewel peut étudier à l'Académie des arts de Königsberg à partir de 1887, entre autres avec le graveur Rudolf Mauer et le peintre Georg Knorr. Après une formation de photographe à Elbing, il travaille dans des ateliers à Berlin, Munich, Genève et Leipzig, interrompue en 1897 par un voyage en Italie.
En 1901, il poursuit ses études à l'académie des arts de Königsberg avec Ludwig Dettmann, Heinrich Wolff et Olaf Jernburg (1855-1935), et l'année suivante, il passe à l'académie des arts de Dresde, où il étudie la peinture avec Otto Gussmann.
Son premier succès est une tapisserie (La découverte de Moïse) en 1906, qui reçoit la médaille d'or de Dresde et est achetée par la ville de Königsberg. Il s'installe à nouveau à Königsberg et ouvre Atelier d'art et d'artisanat de Königsberg Otto Ewel en 1908. En 1915, il peint les magnifiques fresques de la coupole du crématorium de Rothenstein.
En 1916, Otto Ewel, qui a une quarantaine d'années, est appelé au service militaire, mais il est libéré en 1917 après avoir obtenu un poste d'enseignant à l'école d'État des arts et du commerce de Königsberg. Il conserve la chaire jusqu'à sa retraite anticipée en 1933. Ses œuvres monumentales comprennent des vitraux pour la Fortbildungsschule, des peintures murales dans la salle de réunion du Realgymnasium de Löbenicht et dans le Hufenlyzeum. Il réalise d'importants portraits et une quarantaine d'aquarelles d'ambiance de pièces de résidences aristocratiques de Prusse orientale, de salles d'église et de la bibliothèque Wallenrodt. Sa dernière œuvre durant la période de Königsberg est la décoration de l'église luthérienne de Frauenburg.
Après sa retraite, il retourne à Dresde en 1934, où il réalise une série de documentations à l'aquarelle. Après la guerre, une aquarelle de la Grünes Gewölbe est le seul témoignage de la couleur historique de l'architecture de la Salle des Joyaux. À la suite de la destruction de Königsberg et des raids aériens sur Dresde, la plupart de ses œuvres sont perdues. Après la guerre, il subvient aux besoins de la famille avec des travaux photographiques pour les russes et les polonais ainsi que quelques portraits à la craie et au pastel. Il produit également un cycle inachevé de dessins à la plume et à l'encre sur sa fuite de Prusse orientale. Il ne peut pas également achever le tableau Jason et Médée.
Otto Ewel épouse Mathilde Benesch le 29 avril 1906. Le couple a quatre filles passionnées d'art, dont la plus jeune, Maria Ewel (1915-1988), est devient restauratrice et sculptrice à Brême après la guerre.
Otto Ewel meurt le 5 novembre 1954 dans le quartier de Pillnitz à Dresde. Il est inhumé dans le cimetière de Hosterwitz.

## Publications
- avec Fritz Loescher : Deutscher Camera-Almanach. Ein Jahrbuch für die Photographie unserer Zeit. 1909, 1911
- Fritz Loescher: Die Bildnis-Photographie, ein Wegweiser für Fachmänner und Liebhaber. 3. erw. Auflage, bearbeitet von Otto Ewel. Berlin 1910.
- Denkschrift zur staatlichen Kunstpflege, Ewel an die Staatsregierung des Freistaats Preußen, 28 août 1925